# Parlamento del Lesotho
Il Parlamento del Lesotho (in sotho: Palamente ea Lesotho) è l'organo legislativo nazionale del Lesotho ed è composto da due camere: il Senato (camera alta) e l'Assemblea nazionale (camera bassa).
Il sistema parlamentare è caratterizzato da un bicameralismo imperfetto, alla stregua del modello britannico da cui è stato ispirato.